# Beidha
Beidha (em árabe: بيضاء) é uma cidade e comuna localizada na província de Laghouat, Argélia. Segundo o censo de 2008, a população total da cidade era de 8 761 habitantes.